# White Triplex
White Triplex (відомий також, як Triplex Special та Spirit of Elkdom) — американський рекордовий автомобіль, виготовлений під керівництвом Дж. Г. Вайта у 1928 році. Автомобіль було оснащено трьома авіаційними двигунами Liberty L-12 з водяним охолодженням робочим об'ємом 27 літрів й потужністю 400 кінських сил кожен.
Вайт був багатим американцем з Філадельфії, який виявив бажання побити рекорд швидкості на суші, що належав на той момент британцям, і тому втрутився у змагання між Генрі Сігрейвом та Малкомом Кемпбеллом.

## Конструкція

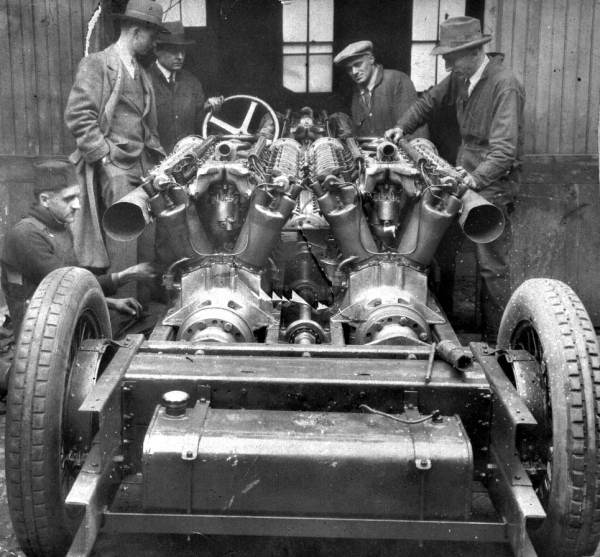
Вид на двигуни, що розташовані позаду

На той момент не було відповідних двигунів, які мали б достатню перевагу перед британськими 12-циліндровими W-подібними двигунами Napier Lion, що встановлювалися на британські рекордові автомобілі того часу. Тому було сконструйовано найпростіше шасі, куди були втиснуті три авіадвигуни Liberty, що використовувалися для військових цілей. Створена машина була максимально простою, без зчеплення та коробки передач, лише з одним фіксованим передатним числом. Двигун запускався штовханням. Зручності для водія були мінімальними: передній двигун був закритий грубим обтічником, ще два, які стояли позаду були відкритими, а водій розташовувався між ними і переднім двигуном.

## Рекорд Рея Кіча

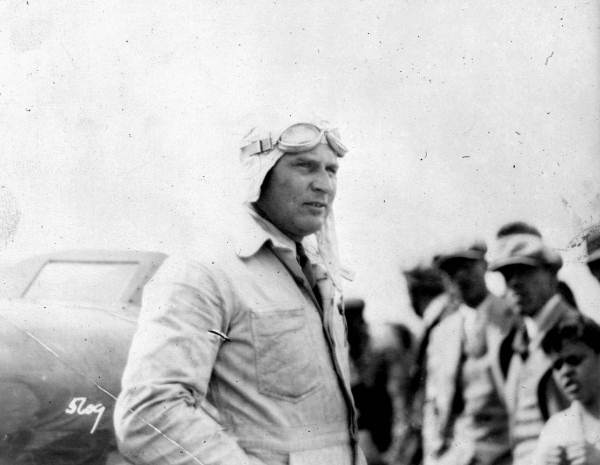
Рей Кіч біля White Triplex у Дайтона Біч

Водієм було запрошено досвідченого пілота Рея Кіча. Перші пробні заїзди завершились травмами: Кіч отримав опіки спочатку від тріснутого шланга радіатора, а потім від полум'я вихлопних газів переднього двигуна.
Простота конструкції привела до анекдотичної ситуації. Правила вимагали «засобів для реверсування» (заднього ходу), яких у White Triplex не було. Спочатку механіки встановили електродвигун і роликовий привід на шину, але він не міг обертати у зворотний бік три великих двигуни, які не було можливості від'єднати від ведучих коліс. Тоді була встановлена додаткова задня вісь, яка утримувалася над землею до тих пір, поки її не опускали важелем розблокування, а потім вона приводилася в рух окремим приводним валом. Вважається, що пристрій не було змонтовано під час самої спроби встановлення рекорду, але таке технічне рішення задовольнило офіційних спостерігачів.
22 квітня 1928 року у Дейтона-Біч Кіч встановив новий рекорд швидкості на суші — 334,02 км/год.

## Загибель Лі Байбла

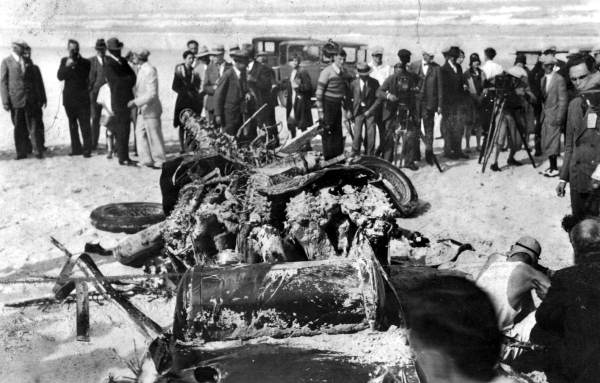
Наслідки аварії Лі Байбла.

11 березня 1929 року пілотований гонщиком Генрі Сігрейвом автомобіль Golden Arrow на трасі «Daytona Beach and Road Course» досягнув швидкості 231,45 милі/год (372,46 км/год), перевершивши попередній рекорд на 24 милі/год (39 км/год). Вайт попросив Кіча побити цей рекорд на трасі в Ормонд Біч. Кіч відмовився, мотивуючи це небезпечністю White Triplex. Тоді Вайт найняв власника гаража Лі Байбла, який не мав досвіду водіння на таких швидкостях.
13 березня 1929 року на трасі в Ормонд Біч була зроблена спроба встановити новий рекорд. У своїх перших двох заїздах Байбл досяг швидкості спочатку 186 миль на годину (299 км/год), а потім 202 миль на годину (325 км/год), що було нижче попереднього досягнення White Triplex і набагато менше від рекорду Golden Arrow. Наприкінці другого заїзду Triplex звернув з траси в піщані дюни й перекинувся. Байбла викинуло з машини, і він миттєво загинув. Також був убитий кінохронікер Пате Чарльз Трауб. Одні коментатори звинуватили Байбла в надмірно різкому гальмуванні, інші побачили причину аварії в нестійкості автомобіля. Неясно також, чи перебував Трауб у потенційно безпечному місці, чи він занадто наблизився до траси, щоб отримати драматичніші кадри.